# دانيال غارسيا
دانيال غارسيا (بالإسبانية: Daniel García) هو عداء مشي مكسيكي، ولد في 28 أكتوبر 1971 في مدينة مكسيكو في المكسيك.

## وصلات خارجية
- دانيال غارسيا على موقع الاتحاد الدولي لألعاب القوى (الإنجليزية)
- دانيال غارسيا على موقع اللجنة الأولمبية الدولية (الإنجليزية)
- دانيال غارسيا على موقع أوليمبيديا (الإنجليزية)